# Almargem do Bispo
Almargem do Bispo era una freguesia portuguesa del municipio de Sintra, distrito de Lisboa.

## Historia
Fue suprimida el 28 de enero de 2013, en aplicación de una resolución de la Asamblea de la República portuguesa promulgada el 16 de enero de 2013 al unirse con las freguesias de Montelavar y Pêro Pinheiro, formando la nueva freguesia de Almargem do Bispo, Pêro Pinheiro e Montelavar.

## Patrimonio
Dentro de los terrenos de esta freguesia se encuentra el Complejo arqueológico de Olelas, en la sierra homónima. También es de destacar la Iglesia de Almargem do Bispo consagrada a San Pedro.